# Składniki odżywcze
Składniki odżywcze – substancje chemiczne dostarczane do organizmu przez pokarm, który dostaje się do niego  poprzez układ pokarmowy i wydobywane są z niego w procesie trawienia. Elementy produktów spożywczych są niezbędne do prawidłowego funkcjonowania organizmu.
Należą do nich:
- białka
  - pełnowartościowe (zwierzęce oraz pochodzące z roślin strączkowych)
  - niepełnowartościowe (roślinne)
  - częściowo niepełnowartościowe, czyli zawierające wszystkie aminokwasy egzogenne, jednak w niewystarczających człowiekowi ilościach
- tłuszcze
  - roślinne
  - zwierzęce
- węglowodany
  - proste (fruktoza, glukoza, mannoza, galaktoza)
  - złożone: dwucukry (laktoza, sacharoza, maltoza), wielocukry (skrobia, pektyny)
- witaminy
- sole mineralne
  - makroelementy (wapń, fosfor, potas, magnez, chlor, siarka, sód)
  - mikroelementy (żelazo, cynk, miedź, molibden, jod, mangan, kobalt, fluor, selen, chrom)
- woda

Składniki odżywcze spełniają trzy funkcje w organizmie:
- budulcową (białko, składniki mineralne) – dostarczają budulca do tworzenia, odbudowy lub utrzymania tkanek,
- energetyczną (węglowodany, tłuszcze) – służą jako "paliwo" dostarczające energii.
- regulującą (witaminy, składniki mineralne) – pomagają regulować procesy zachodzące w ciele.